# 홍만식
홍만식(洪萬植, 1842년 ~ 1905년)은 조선 말기의 애국 지사이다. 자는 백헌, 호는 호운, 본관은 남양이다. 고종 때 문과에 급제하여 여주 목사까지 지냈다. 1884년 동생 홍영식이 김옥균 등과 함께 갑신정변을 일으켰으나 실패하게 되자, 아버지 홍순목은 자살하고 그는 자수하여 복역하였다. 1905년 을사조약이 체결되자 통분한 나머지 음독 자살하였다. 죽은 후 숭정대부 참정 대신에 추증되었으며, 1962년 대한민국 건국공로훈장 복장이 수여되었다.